# Chileputo chilensis
Chileputo chilensis är en insektsart som först beskrevs av Mckenzie 1964.  Chileputo chilensis ingår i släktet Chileputo och familjen ullsköldlöss. Inga underarter finns listade i Catalogue of Life.